# Невідомий солдат (роман)
Невідомий солдат (фін. Tuntematon Sotilas)— воєнний роман, який написав фінський письменник Вяйне Лінна в 1954 році; вважається шедевром фінської літератури. 
Перекладений англійською, грецькою, данською, естонською, івритом, ісландською, іспанською, італійською, китайською, латиською, нідерландською, німецькою, норвезькою, польською, португальською, російською, угорською, французькою, хорватською, чеською та шведською мовами.

## Зміст
Роман не має головного героя. У центрі оповіді – бойовий шлях фінських кулеметників під час радянсько-фінської війни 1941-1944 років, коли Фінляндія намагалася відвоювати землі,  захоплені Радянським Союзом у 1940 році.
Автор, на підставі власного досвіду, розповідає про взаємовідносини людей різного соціального походження та політичних поглядів, які через війну опинилися в одному колективі та перебувають разом від мобілізації до закінчення війни. 

## Сприйняття
Після публікації роман був сприйнятий неоднозначно через надто реалістичне зображення війни саме з боку рядового військовослужбовця, без притаманного тогочасній фінській літературі його героїзації. 

## Інтерпретації роману

### Екранізації
За мотивами роману були зняти однойменні фільми:
- режисером Едвіном Лейном у 1955 році[4];
- режисером Роні Моллбергом у 1985 році[5];
- режисером Аку Лухімієсом у 2017 році[6].

### Театральна вистава
була зрежисована фінським драматургом Крістіаном Смедсом У 2007 році та виконувалася у Фінському національному театрі.

### Радіовистава
під назвою «Невідомий солдат: діалог з романом Лінни» за сценарієм Юссі Мойли та постановкою Юхана фон Баг вийшла у 2014 році. 